# Новорыбинский сельский округ (Акмолинская область)
Новоры́бинский се́льский окру́г (каз. Новорыбин ауылдық округі) — административная единица в составе Аккольского района Акмолинской области Казахстана. 
Административный центр — село Новорыбинка.

## История
В 1989 году существовал как — Новорыбинский сельсовет (сёла Новорыбинка, Калинино, Курылыс).
В периоде 1991—1998 годов:
- сельсовет был преобразован в сельский округ в соответствии с реформами административно-территориального устройства Республики Казахстан;
- село Калинино было переименовано в село Кара-Озек.

## Население
| Численность населения | Численность населения | Численность населения |
| 1989                  | 1999                  | 2009                  |
| --------------------- | --------------------- | --------------------- |
| 2574                  | ↘1710                 | ↘1363                 |

## Состав
| № | Населённый пункт | Тип населённого пункта       | Население, 1989 | Население, 1999 | Население, 2009 |
| - | ---------------- | ---------------------------- | --------------- | --------------- | --------------- |
| 1 | Кара-Озек        | село                         | 559             | 329             | 217             |
| 2 | Курылыс          | село                         | 396             | 270             | 137             |
| 3 | Новорыбинка      | село, административный центр | 1 619           | 1 111           | 1 009           |

## Местное самоуправление
Аппарат акима Новорыбинского сельского округа — село Новорыбинка, улица имени Айтпая Бекболатовича, 18.
- Аким сельского округа — Шуленбеков Данияр Кенжеевич[1].